# أنور حاج إسماعيل
أنور حاج إسماعيل (من مواليد عام 1976م) هو مخرج سينمائي جزائري ومنتج وممثل وكاتب سيناريو، ونجل أستاذ فرنسي وممثل وكاتب مسرحي.

## الحياة الشخصية
وُلد أنور حاج إسماعيل في الجزائر العاصمة لعائلة من الفنانين، الثوار والسياسيين. كانت والدته أستاذة فرنسية وكان والده حاج إسماعيل محمد الصغير كاتب مسرحي جزائري فرنسي شهير وممثل مسرحي ومخرج (من أشهر أعماله فيلم معركة الجزائر، والفصيلة الشرقية، وأطفال نوفمبر، وفائز بجائزة السعفة الذهبية من مهرجان كان). ونظرًا لطبيعة عمل والده في السينما والمسرح، نشأ أنور متنقلًا بين مدن الجزائر وقسنطينة وباريس قبل أن ينتقل إلى الولايات المتحدة في سنوات مراهقته. وكانت أوائل التسعينيات بالنسبة إليه أوقاتًا من عدم الاستقرار بل والارتباك، حيث غرقت وطنه الجزائر في حرب أهلية عنيفة أودت بحياة مئات الآلاف من الأشخاص من بينهم العديد من أصدقاء والده الفنانين والصحفيين، والمثقفين  مما جعله يخشى على حياة والده لأكثر من عقد من الزمان. بعد أن فقد بعض أفراد الأسرة وكذلك أصدقاء الطفولة في الحرب الأهلية الجزائرية، تساءل أنور كثيرًا عن كيفية المساهمة في تعزيز التسامح والسلام بين الناس وحول العالم. كونه صانع أفلام يساعده على محاولة ذلك.

## التعليم
حصل أنور على درجة البكالوريوس في نظم المعلومات الحاسوبية وإدارة الأعمال من جامعة ميشيغان الشرقية، ودرجتي ماجستير في الآداب والإدارة العامة / العلوم السياسية من جامعة ميشيغان الشرقية. كما التحق أيضًا بمدرسة السينما في أكاديمية نيويورك للأفلام  في لوس أنجلوس بكاليفورنيا وتلقى تدريبه في الإخراج والإنتاج وكتابة السيناريو.

## الحياة المهنية
انغمس أنور في الفنون والسينما على وجه الخصوص في سن مبكرة جدًا. ونظرًا لانشغال كلا والديه في حياتهم المهنية، كان والده غالبًا ما يصطحبه إلى مجموعات أفلام مختلفة حيث يؤدي بروفات الأفلام التي شارك فيها. اتخذ أنور أولى خطواته التمثيلية بسن التاسعة في الفيلم الدرامي الاجتماعي صرخة حجر، تعلم أنور في باريس المزيد عن تأثير الفنون على الحالة الإنسانية والتاريخ البشري وثقافات العالم. وأصبح أكثر معرفةً وانجذابًا إلى عالم المسرح والدراما تحت تأثير والده وبعض الفنانين الذين كانوا أصدقاء العائلة مثل الكاتب المسرحي الفرنسي هنري كورديرو، والفنان الكوميدي حسن بلحاج، والرسام العالمي جان بيير بيلان. وبدأ أنور بعد انتقاله إلى الولايات المتحدة واستكماله دراسته رحلة طويلة وشاقة من التعاون مع مجموعة متنوعة من صانعي الأفلام في لوس أنجلوس. تضمنت كتاباته وإخراجه وإنتاجه وتمثيله أفلامًا مختلفة من بينها محور الشر، وشرف اللصوص، وعهد، والشريعة، وجنود الحصان ، وأحدث أفلامه ساحات قتال (بالانجليزية: battle fields)  حيث يعرض قصة أحد المحاربين الأمريكيين المخضرمين في حرب العراق (يلعب دوره شون ستون - ابن المخرج السينمائي أوليفر ستون) وسائق عراقي يعيش في لوس أنجلوس كلاجئ (يلعب دوره أنور نفسه). يهدف الفيلم إلى زيادة الوعي حول اضطراب ما بعد الصدمة لدى قدامى المحاربين والمدنيين على حد سواء، كما يحاول أيضًا تسليط الضوء على الإنسانية الموجودة في الأشخاص بغض النظر عن العرق أو المعتقد أو الجنسية.

## الأفلام
- صرخة حجر (1986) بدور رضا
- محور الشر (2010) بدور حسام
- السلطة(2012) باسم فيصل
- الشريعة (2014) باسم روبرت بروكس
- شرف اللصوص (2013) باسم فنسنت
- ساحات قتال (2017) باسم رشيد المشتى
- جنود الحصان (2018) بدور طالب
- ثمرة شرفي (2018) بدور نبيل
- محور الشر (2010) (ككاتب ومنتج ومخرج)
- البيوت(2011) (كمنتج)
- شرف اللصوص (2013) (كمنتج)
- الشريعة (2014) (منتج ومخرج وكاتب).
- ساحات قتال (2017) (ككاتب ومخرج ومنتج)

## روابط خارجية
- أنور حاج إسماعيل في قاعدة بيانات الأفلام على الإنترنت

- أنور حاج إسماعيل في قاعدة بيانات الأفلام على الإنترنت